# Acceed
是一家日本男同性戀色情片公司，主营男同性戀色情片DVD的制作与发行。该公司创立于2006年，总部位于东京都新宿区高田马场。该公司与男公关店有业务关系，其所拍摄影片中的男同性戀色情片演員也大多由该店提供。

## 公司简介
该公司主要发布以杰尼斯系偶像和体育系男生形象为主题的男同性戀色情片，目前已发行大量的相关企划作品和性虐主题作品。代表系列有和。

## 主要系列
- Smash!!
- IKUZE
- 悶絶少年
- Dance Dance Erolution
- メンコレキュート
- SchoolBoys
- アクスタ
- かわいい僕達を犯して
- the Mania
- オールスター感謝祭
- BLACK HOLE
- 猥褻24時シリーズ
- 女装っ子くらぶ
- ドッピュ!飛び出せ男だらけの水泳大会
- 監禁72時間
- ショタコン
- ぶらりちん道中